# Hafenmuseum (Bremen)

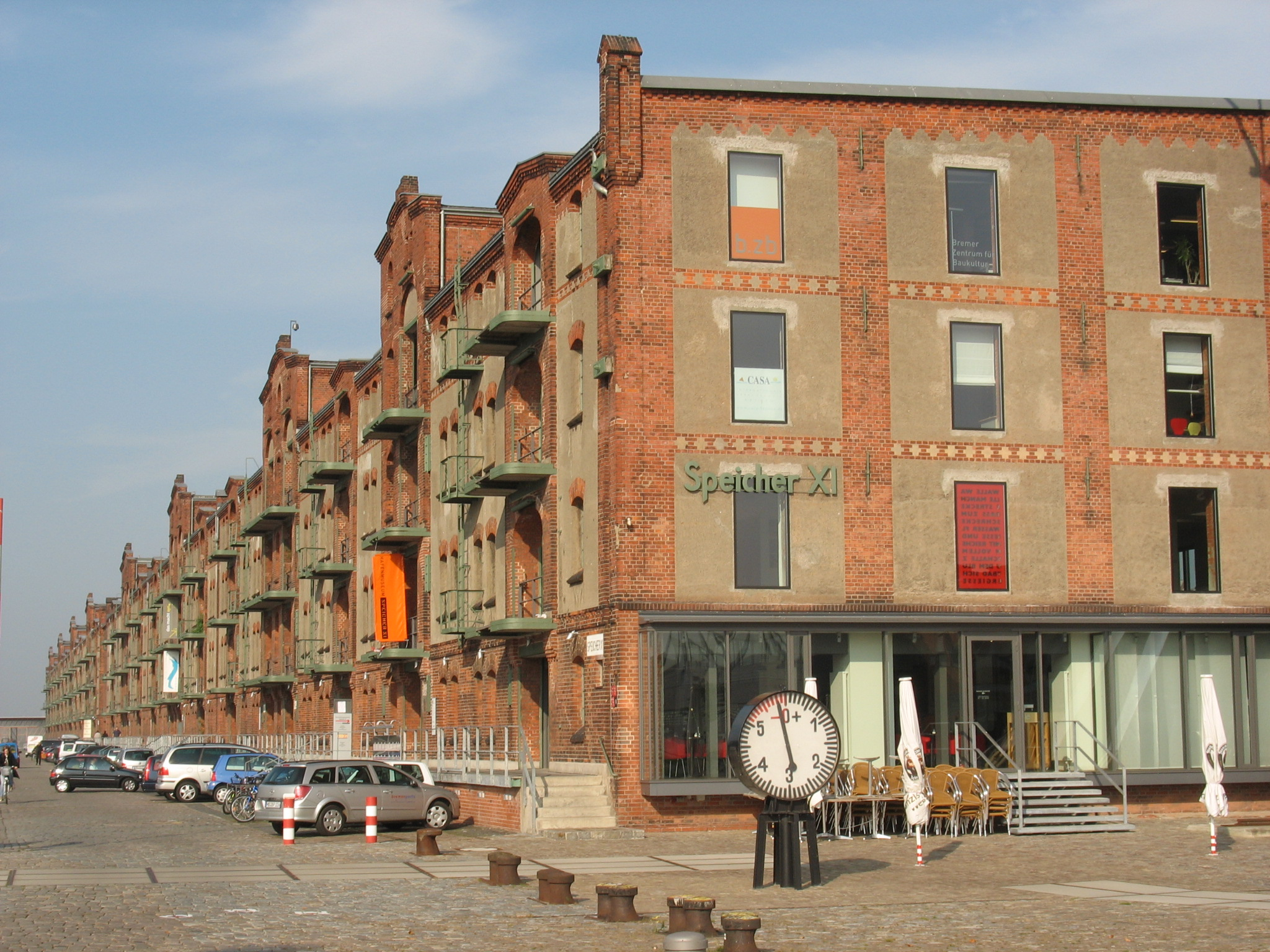
Das Hafenmuseum Speicher XI im vorderen Teil des Speicher XI untergebracht.

Das Hafenmuseum Bremen befindet sich im Speicher XI in der Überseestadt in Bremen. Es behandelt die Entwicklung der stadtbremischen Häfen mit einem heimatgeschichtlichen Ansatz.

## Dauerausstellung
Nach dem Niedergang der bremischen Häfen zum Ende des 20. Jahrhunderts lagen große Flächen der Hafengebiete brach. Im Zuge der Stadtentwicklung wurde das frühere Überseehafenbecken verfüllt, nahezu das gesamte Gebiet zwischen Überseehafen und Altstadt überplant und zu einem neuen Ortsteil, der Überseestadt, gestaltet.
Das Museum erinnert an die frühere Nutzung des Gebietes, die von Schiffen, Warenumschlag und Hafenleben geprägt war. Anhand einzelner Ausstellungsstücke wird mit umfangreichen textlichen Erläuterungen die Geschichte des Hafens erzählt. Zeitzeugenberichte ergänzen die Ausstellung auditiv.

## Geschichte
Das Gebäude Speicher XI wurde 1908–1912 als Baumwollspeicher erbaut und 2001–2003 saniert. Mit einer Länge von 400 Metern ist es das längste Gebäude der Stadt Bremen. Der Bremer Bauunternehmer und Mäzen Klaus Hübotter rettete, wie bereits viele historische Gebäude in Bremen, den Speicher XI vor dem Abriss. 2003 ließ er den Speicher XI sanieren, in dem sich neben der Hochschule für Künste Bremen zahlreiche Institutionen niedergelassen haben. An der südöstlichen Stirnseite des Gebäudes befindet sich das Hafenmuseum. Der Speicher XI steht als Industriedenkmal seit 1994 unter Denkmalschutz.
Das Museum eröffnete am 28. Februar 2004. Gewährleistet und betrieben wird es von der gemeinnützigen Kulturforum Speicher XI GmbH. Seit 2010 ist das Museum eine Station der Route der Industriekultur im Nordwesten.